# La Case de l'oncle Tom (film, 1918)
Pour les articles homonymes, voir La Case de l'oncle Tom (homonymie).

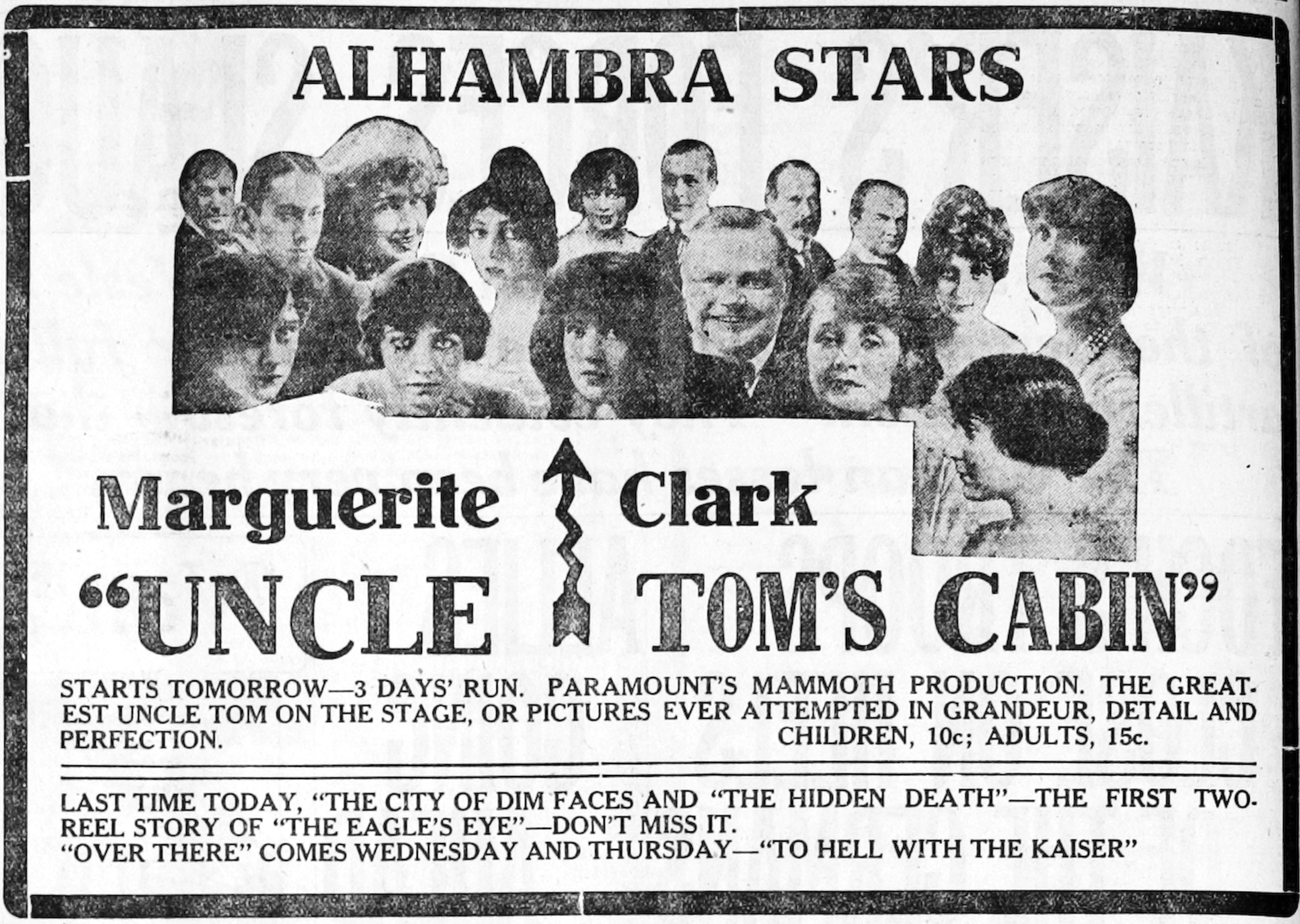
Uncle Toms Cabin 1918 newspaperad

La Case de l'oncle Tom (Uncle Tom's Cabin) est un film muet américain réalisé par J. Searle Dawley, sorti en 1918. 
Ce film est une adaptation cinématographique du roman La Case de l'oncle Tom de Harriet Beecher Stowe, publié en 1852.

## Synopsis
L'Oncle Tom et Eliza sont tous deux esclaves de la même maison dans le Kentucky.

## Fiche technique
- Titre : Uncle's Tom Cabin
- Réalisation : J. Searle Dawley
- Scénario : J. Searle Dawley
- D'après le roman de : Harriet Beecher Stowe
- Photographie : H. Lyman Broening, assisté notamment de George J. Folsey et Chester A. Lyons
- Pays de production :  États-Unis
- Durée : 50 minutes
- Format : muet, noir et blanc
- Date de sortie : 
  - États-Unis : 15 juillet 1918

## Distribution
- Marguerite Clark : Petite Eva St. Clair / Topsy
- Sam Hardy : Simon Legree
- Jack W. Johnston : Haley
- Florence Carpenter : Eliza Harris
- Frank Losee : Oncle Tom
- Phil Ryley : Marks
- Harry Lee : Jeff
- Walter P. Lewis : Simon Legree
- Augusta Anderson : Mrs. St. Clair
- Ruby Hoffman : Cassy
- Susanne Willis : Aunt Chloe
- Mrs. Priestly Morrison : Ophelia
- Thomas Carnahan Jr. : George Shelby Jr.
- Jere Austin : George Harris
- Henry Stanford : Mr. St. Clair
- Chester Conklin